# Serrotes, inselbergues e maciços residuais
Serrotes, Inselbergues e Maciços Residuais são uma unidade geoambiental presente na Região Nordeste brasileira, segundo divisão da Embrapa.  

## Características
Caracterizam-se por  elevações  geralmente   formadas  por  grandes penhascos rochosos, que ocorrem em algumas  áreas  de  planícies  dos sertões de Sergipe, Alagoas, Ceará, Paraíba e Rio Grande do Norte, em áreas de altitude entre  200  a 500 metros. Solos  profundos e  de alta fertilidade natural ocorrem com frequencia nos piemontes das elevações.
O clima desta unidade é quente. A precipitação média anual é de 750mm, com chuvas ocorrendo no período de fevereiro a agosto. A vegetação nativa é a caatinga hipoxerófila, com ocorrência de florestas caducifólia em pequenas regiões. 
A densidade demográfica varia entre 10-50 hab/Km2. As regiões de solo fértil são as mais povoadas.
A atividade econômica dominante é a pecuária extensiva (bovinocultura, caprinocultura, ovinocultura). O cultivo predominante é a agricultura de subsistência. Nas áreas férteis ocorre a cultura da mamona,  sisal, algodão arbóreo e pastos cultivados. Predominam as grandes e médias propriedades nesta unidade.